# 힌델방크
힌델방크(독일어: Hindelbank)는 스위스 베른주의 에멘탈구에 있는 자치체이다. 2021년 1월 1일 뫼치빌의 이전 지자체는 힌델방크로 합병되었다.

## 역사

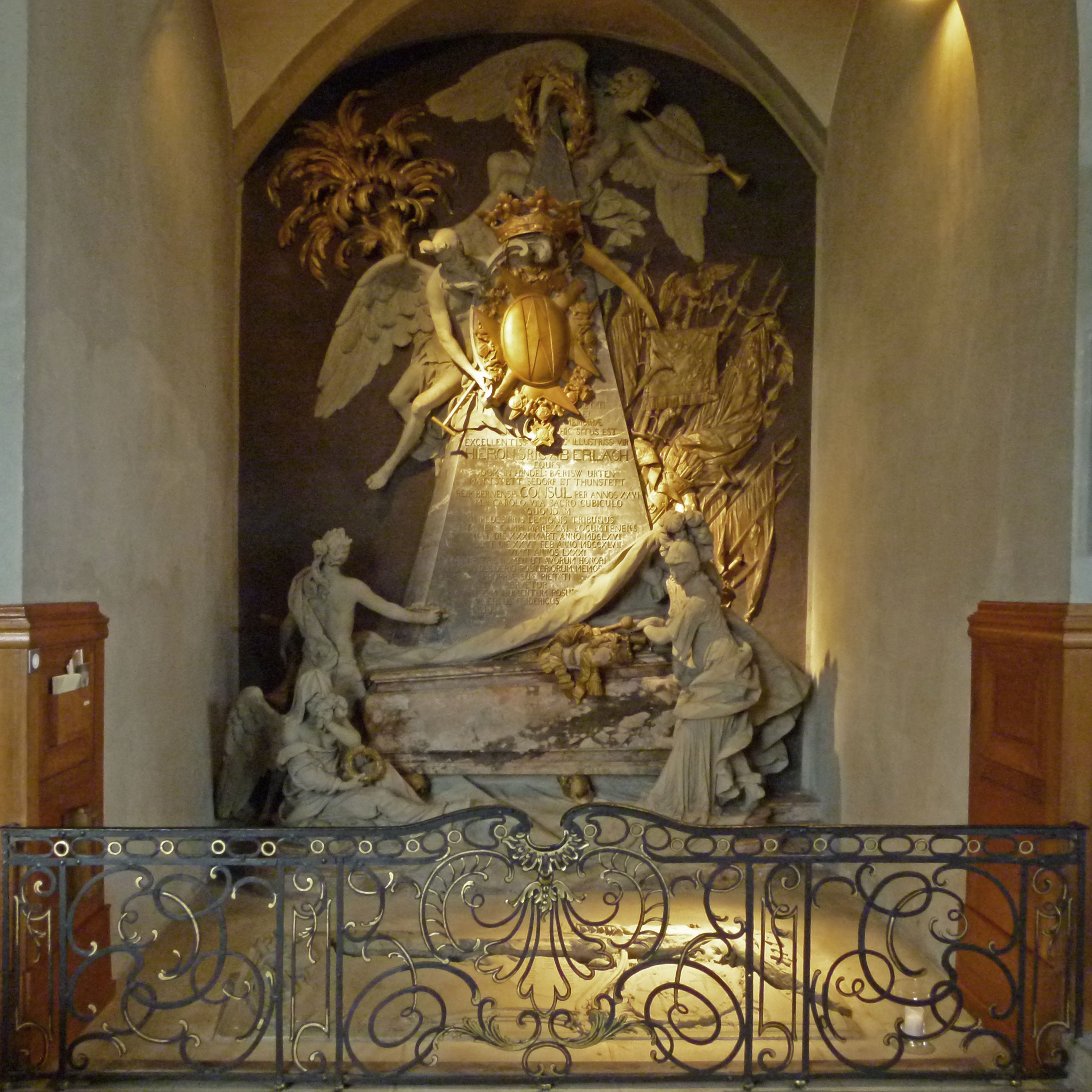
1748년에 사망한 히로니무스 폰 에를라흐의 추모 묘지. 바닥에는 1751년 사망한 목사의 부인인 마리아 막달레나 랑한스의 무덤이 있다. 두 무덤 모두 요한 아우구스트 나흘의 작품이다.

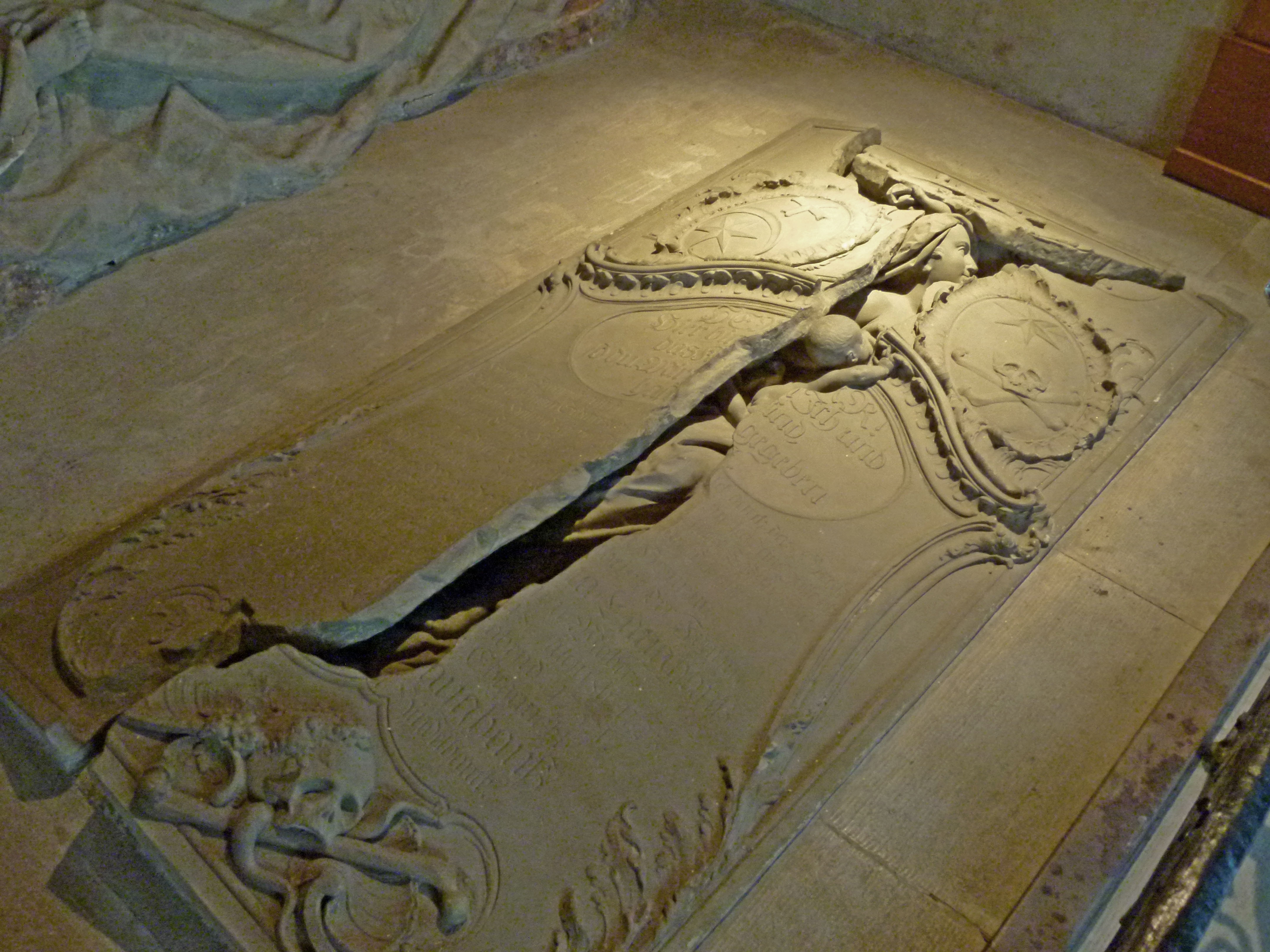
마리아 막달레나 랑한스의 무덤, 요한 아우구스트 나흘 작

힌델방크는 1275년 Hundelwanc로 처음 언급되었다.
가장 초기의 인간 흔적은 마을에서 발견된 신석기 시대의 물건일 가능성이 있다. 로마 시대 정착지의 유적이 린다흐펠트에서 발견되었다. 마을은 작은 하위 법원의 중심을 형성했다. 1347년부터 마을과 궁정은 여러 지역 귀족들의 손을 거쳐 매각, 분할, 상속을 반복했다. 1406년에 마을은 베른에 의해 인수되었고 법원은 계속해서 베른 귀족들의 손을 거쳤다. 1798년 프랑스 침공 이후, 헬베티아 공화국 치하에서 지방 법원은 해산되었다. 5년 후, 중재법에 따라, 이곳은 부르크도르프 지역의 일부가 되었다.
마을 교회는 1275년에 처음 언급되었다. 오래된 교회는 1514-18년에 새 건물로 교체되었다. 교회 탑은 거의 한 세기 반 후인 1666-68년에 지어졌다. 1911년 화재 후 건물을 수리하고 개조했다. 요한 아우구스트 날이 교회에 두 개의 기념비적인 무덤을 조각했다.
마을은 비교적 일찍 기계화 농업으로 전환했다. 1878년에 지역 증기 농업 협동조합이 마을에 설립되었다. 마을의 유제품과 감자 증류소는 1888년에 효모 공장을 만들었다. 1920년 비스킷 공장, 1960년 자갈 광산, 세탁소 등 여러 다른 공장도 문을 열었다. 1960년대에는 인근 A1 고속도로를 이용하여 화물 야적이 열렸다. 고속도로와 철도를 포함한 좋은 교통망은 마을의 인구를 빠르게 증가시킬 수 있었다. 20세기 초에 여러 공장이 건설되었지만, 산업이 일정하게 유지되는 동안 반세기 후반에 인구가 증가했다. 오늘날 많은 주민들이 인근 도시의 직장으로 통근한다.
1662년에 최초의 마을학교가 문을 열었고, 현재의 학교는 1903년에 지어졌다. 1839년 사당은 교원 양성학교로 개조되어 1918년 툰으로 이전할 때까지 운영되었다.
1721-25년 슐타이스 히어로니무스 폰 에를라흐는 빌러의 오래된 성의 폐허 근처에 힌델방크성으로 알려진 우아한 저택을 지었다. 18세기 동안 성은 국제적으로 유명한 상류사회의 중심지가 되었다. 1866년 로베르트 폰 에를라흐는 성의 땅을 개인 파티에 매각했으며, 성은 베른주에 매각되었다. 주는 가난한 집을 지었고 1896년에는 성 부지에 여성 감옥을 지었다. 성은 행정 중심지로 사용되었다.

### 뫼치빌
뫼치빌은 1328년에 Mötschwile로 처음 언급되었다. 1910년까지 그것은 Mötschwil Schleumen으로 알려졌다.
이 지역에서 가장 오래된 정착지의 흔적은 라텐 문화 시대의 묘지이다. 정치적으로나 사법적으로나 뫼치빌, 슐로이멘 및 그뤼트 마을은 알헨플뤼 마을의 일부였다. 그러나 그들은 힌델방크의 교구와 촐리코펜의 군사 지역의 일부였다. 1331년에 프라우브루넨 수도원은 마을의 큰 토지 소유자 중 하나가 되었다.
1804년부터 뫼치빌 리사흐와 로르무스(오버부르크 시정촌의 일부)는 학군을 형성했다. 그들은 1806년에 크로이츠베크의 정착지에 학교를 세웠다. 힌델방크와 리사흐의 철도역과 가까운 곳에 위치했음에도 불구하고 시정촌은 대체로 시골과 농업을 유지했다.

## 지리

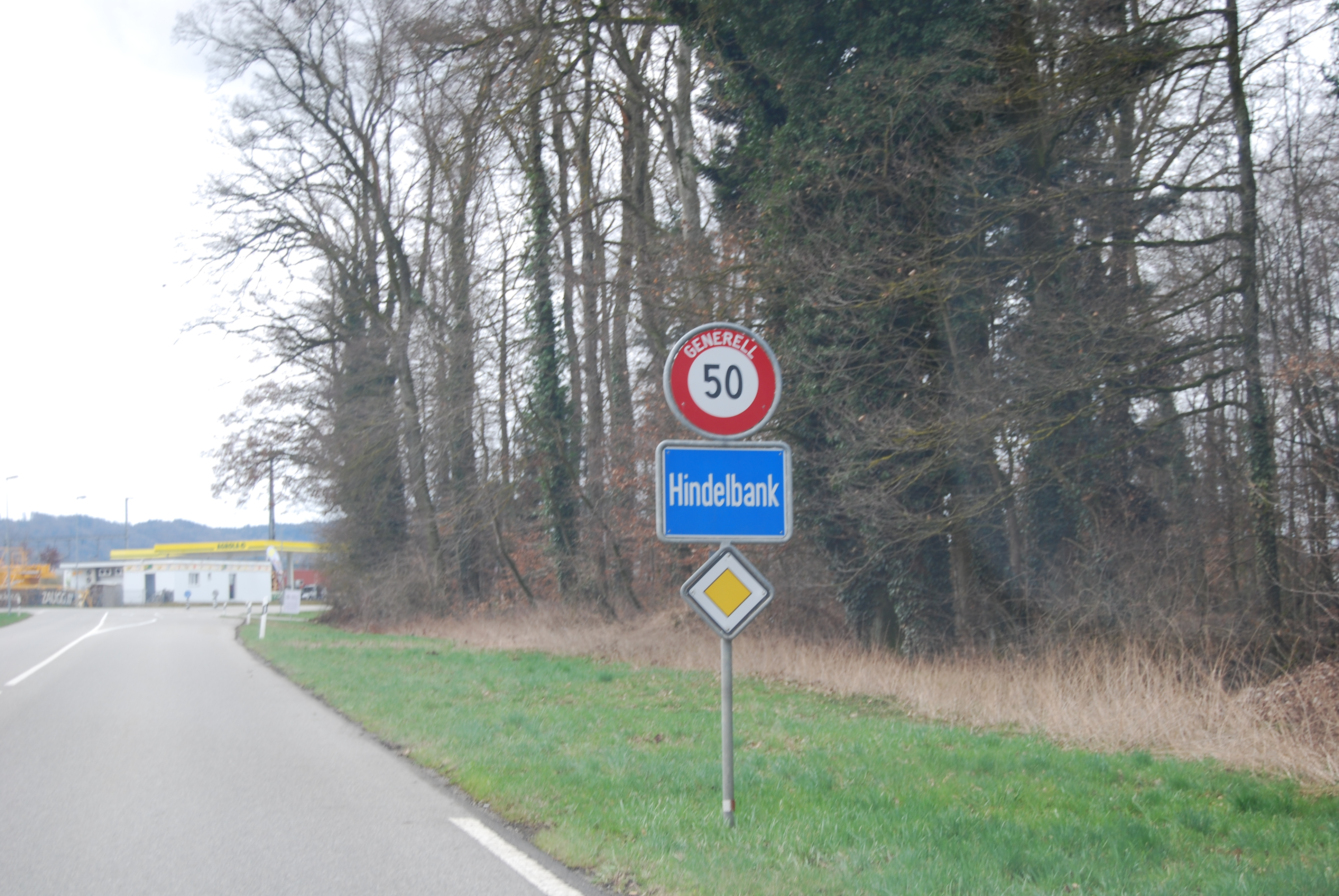
마을 입구

힌델방크의 면적은 9.7k㎡이다. 이 면적 중 4.09k㎡ (60.8%)가 농업용으로 사용되는 반면 1.49k㎡ (22.1%)는 삼림으로 사용된다. 나머지 토지 중 1.1k㎡ (16.3%)가 정착(건물 또는 도로), 0.03k㎡ (0.4%)가 강 또는 호수이고 0.01k㎡ (0.1%)는 불모지이다.
건축면적 중 공업용 건물이 전체 면적의 1.3%, 주택과 건물이 5.9%, 교통 기반 시설이 7.4%를 차지했다. 삼림 지대를 제외한 모든 산림 지역은 울창한 숲으로 덮여 있다. 농경지 중 51.4%는 작물 재배에 사용되며, 8.9%는 목초지이다. 시정촌의 모든 물은 흐르는 물이다.
힌델방크에는 힌델방크의 리본 길 마을과 빌러의 여성 교도소가 있다.
2009년 12월 31일에 시정촌의 이전 구역인 부르크도르프구가 해산되었다. 다음 날 2010년 1월 1일에 새로 설립된 에멘탈구에 합류했다.

## 인구통계

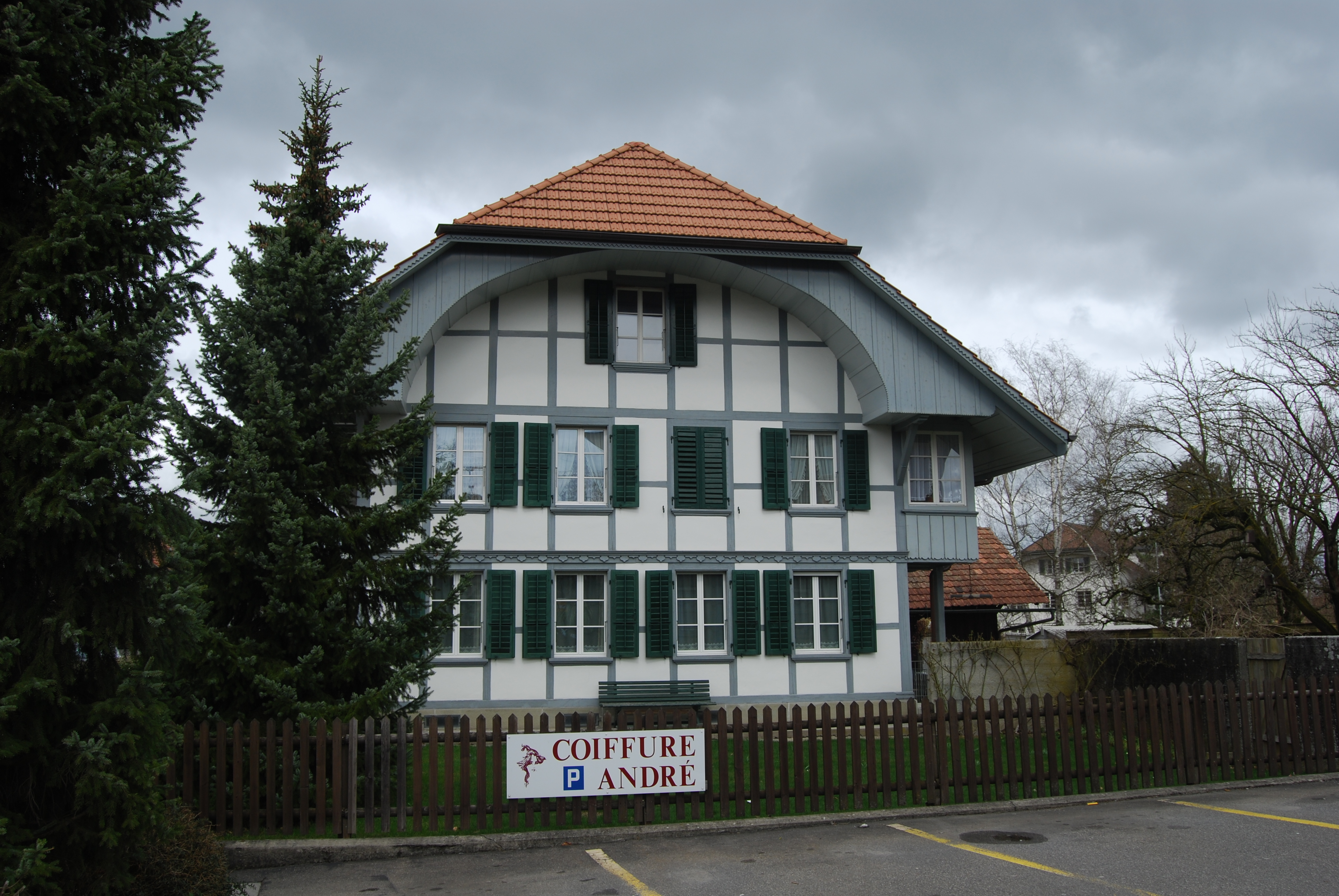
힌델방크의 반원목 주택

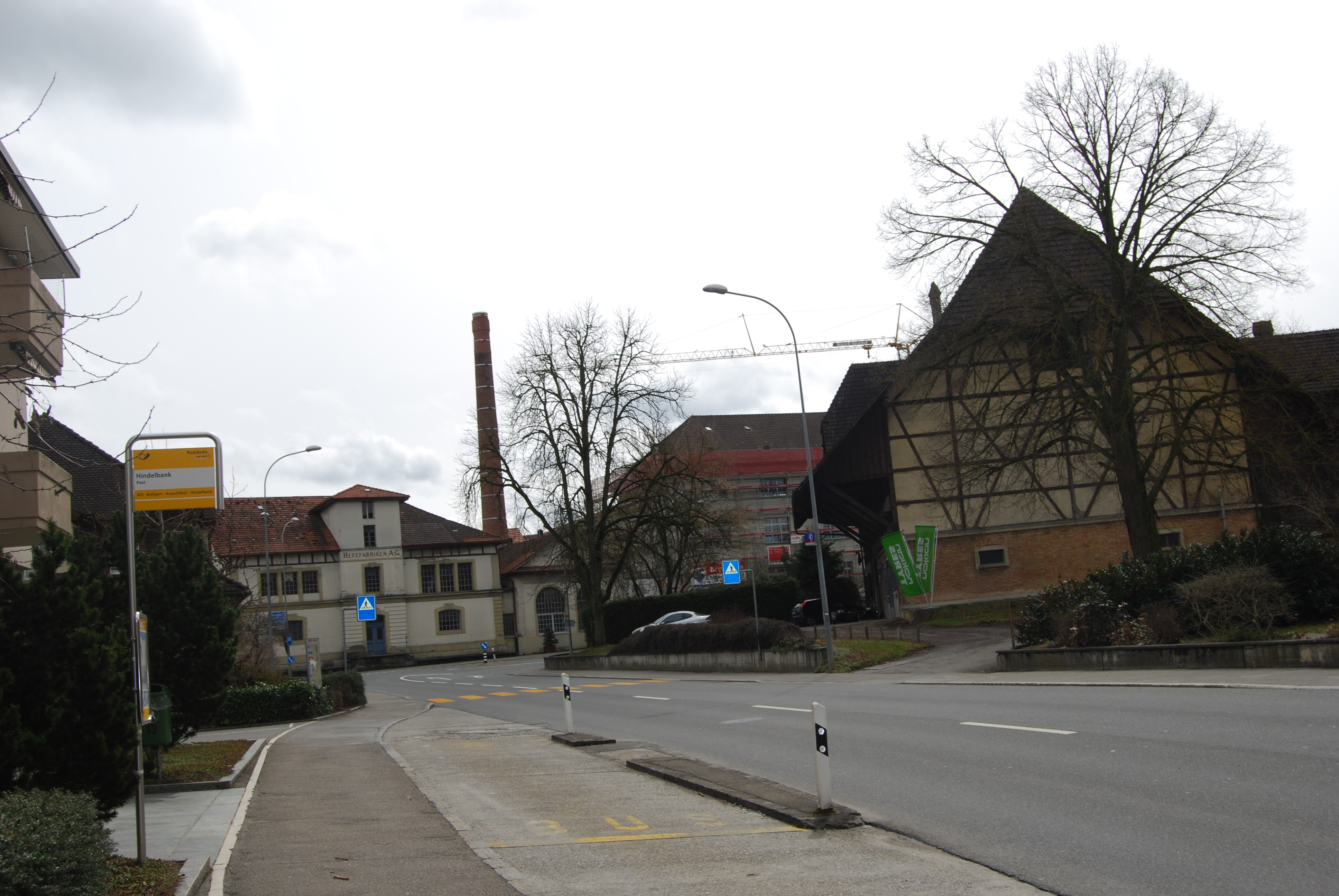
힌델방크 마을 중심가

2020년 12월 기준, 힌델방크의 인구는 2,519명이다. 2010년 기준으로 인구의 7.8%가 거주하는 외국인이다. 2000-2010년, 지난 10년 동안 인구는 7.2%의 비율로 변화했다. 이민은 0.6%, 출생 및 사망은 3.5%를 차지했다.
2000년 기준, 인구 대부분인 1,857명(92.9%)이 독일어를 모국어로 사용하고, 프랑스어가 23명(1.2%)으로 두 번째로 많이 사용하고, 포르투갈어가 17명(0.9%)으로 세 번째로 사용된다. 이탈리아어를 할 줄 아는 12명과 로만슈어를 할 줄 아는 사람이 1명 있다.
2008년 기준으로 인구는 남성 49.3%, 여성 50.7%이다. 인구는 924명의 스위스 남성(인구의 45.0%)과 88명(4.3%)의 비스위스계 남성으로 구성되었다. 스위스 여성은 969명(47.2%), 비스위스계 여성은 73명(3.6%)이었다. 시정촌 인구 중 428명(약 21.4%)이 힌델방크에서 태어나 2000년에 그곳에 살았다. 같은 주에서 태어난 947명(47.4%)이 있었고, 스위스 내 다른 곳에서 태어난 322명(16.1%)이 있었다. 219명(11.0%)가 스위스 이외의 지역에서 태어났다.
2010년 기준으로 아동·청소년(0~19세)이 20.6%, 성인(20~64세)이 62.8%, 노인(64세 이상)이 16.6%를 차지한다.
2000년 기준으로 시정촌에 미혼이거나 독신인 사람은 793명이다. 기혼자는 996명, 미망인은 111명, 이혼한 사람은 100명이었다.
2000년 현재 1인 가구는 236가구, 5인 이상 가구는 50가구이다. 2000년에는 총 784가구(전체의 92.5%)가 영구임대되었고, 41가구(4.8%)는 성수기, 23가구(2.7%)는 공실이었다. 2010년 기준 신규 주택 건설률은 인구 1000명당 1세대였다. 2011년 시정촌 공실률은 0.5%였다.
역사적 인구는 다음 차트에 나와 있다.

## 국가중요문화재
교회, 사제, 힌델방크성은 국가적으로 중요한 스위스 문화유산으로 등재되어 있다. 성과 뫼치빌의 작은 마을을 둘러싼 부지와 토지는 스위스 유산 목록의 일부이다.

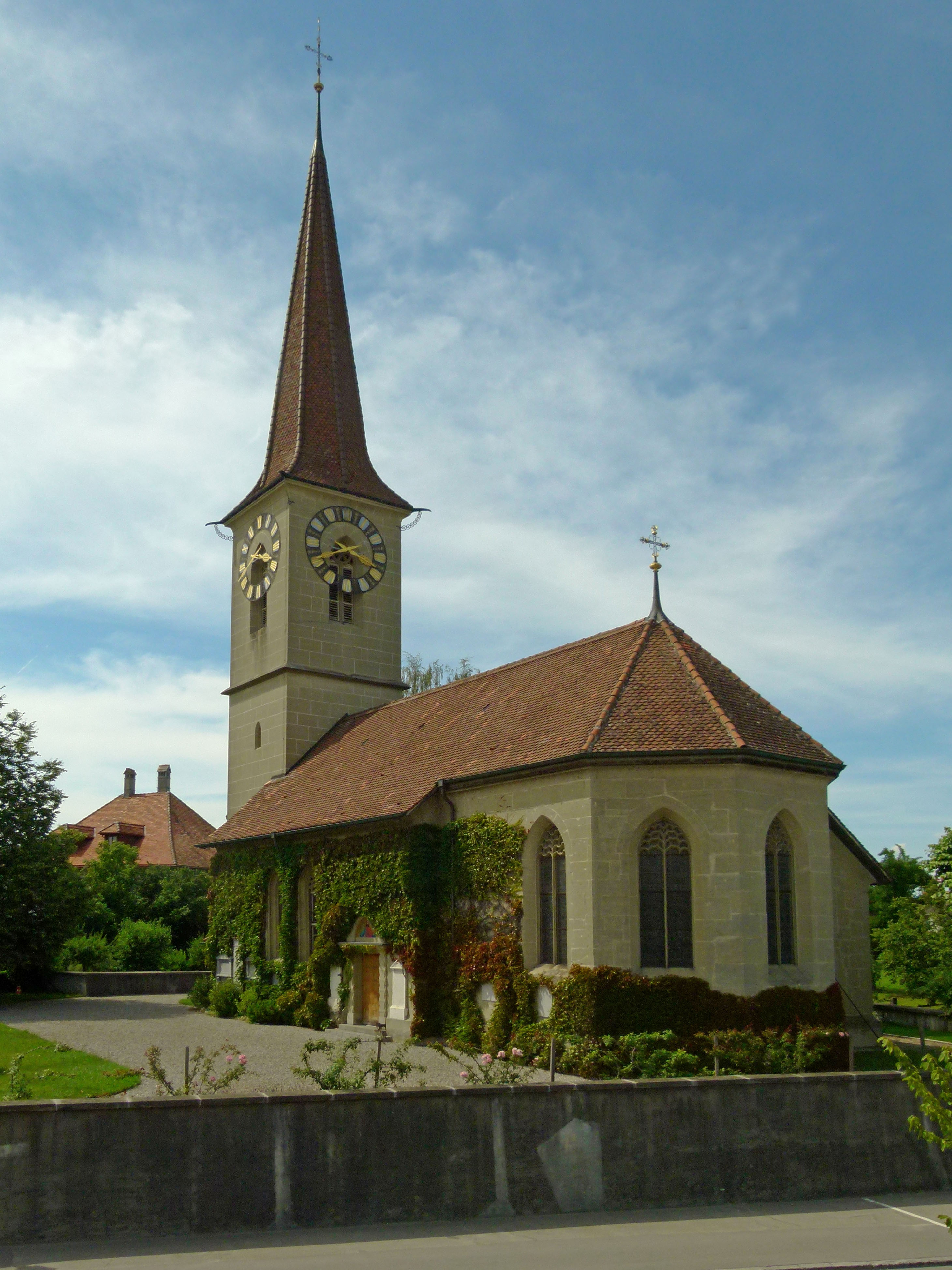
힌델방크 마을 교회
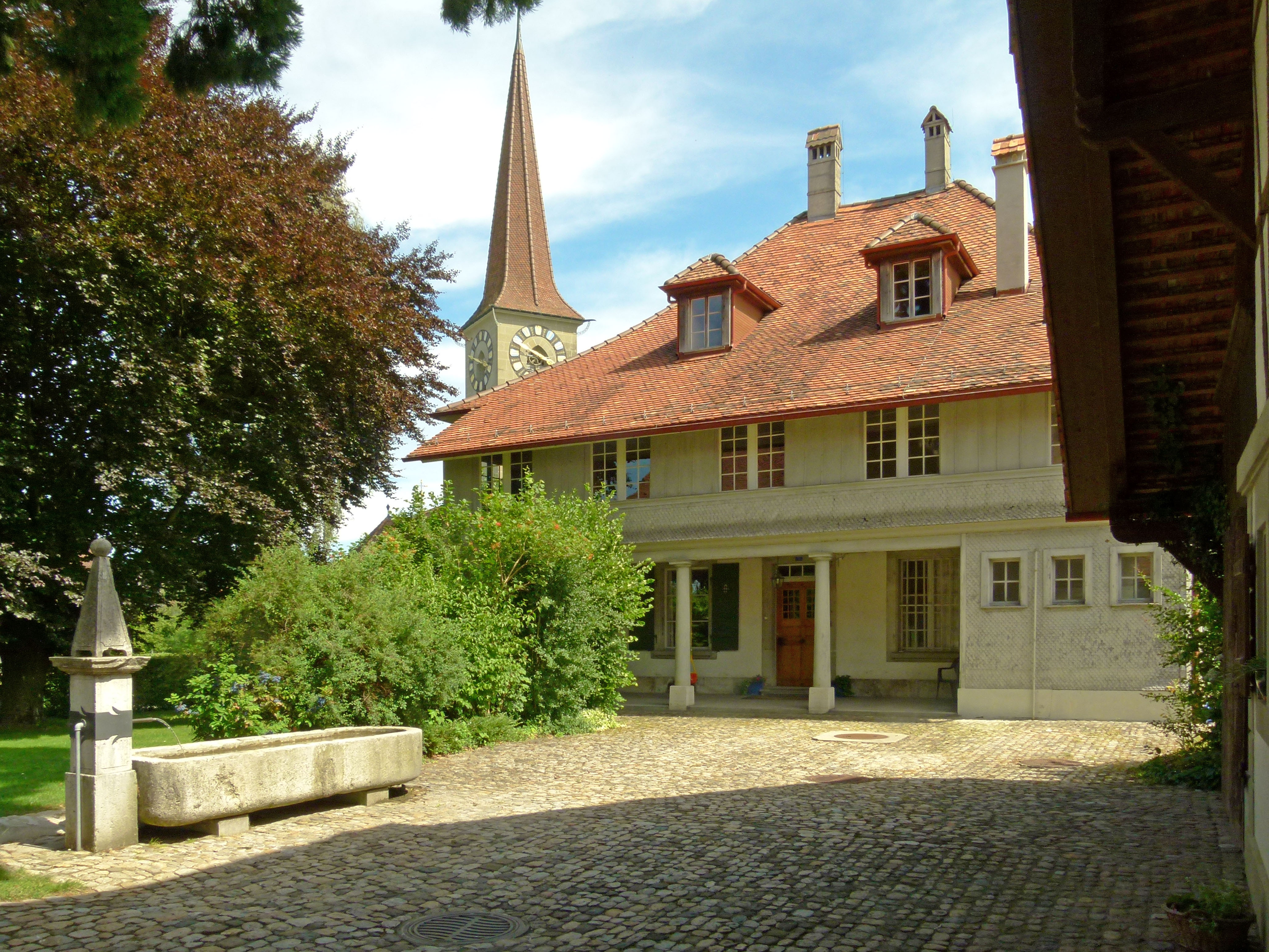
힌델방크 교구 목사관
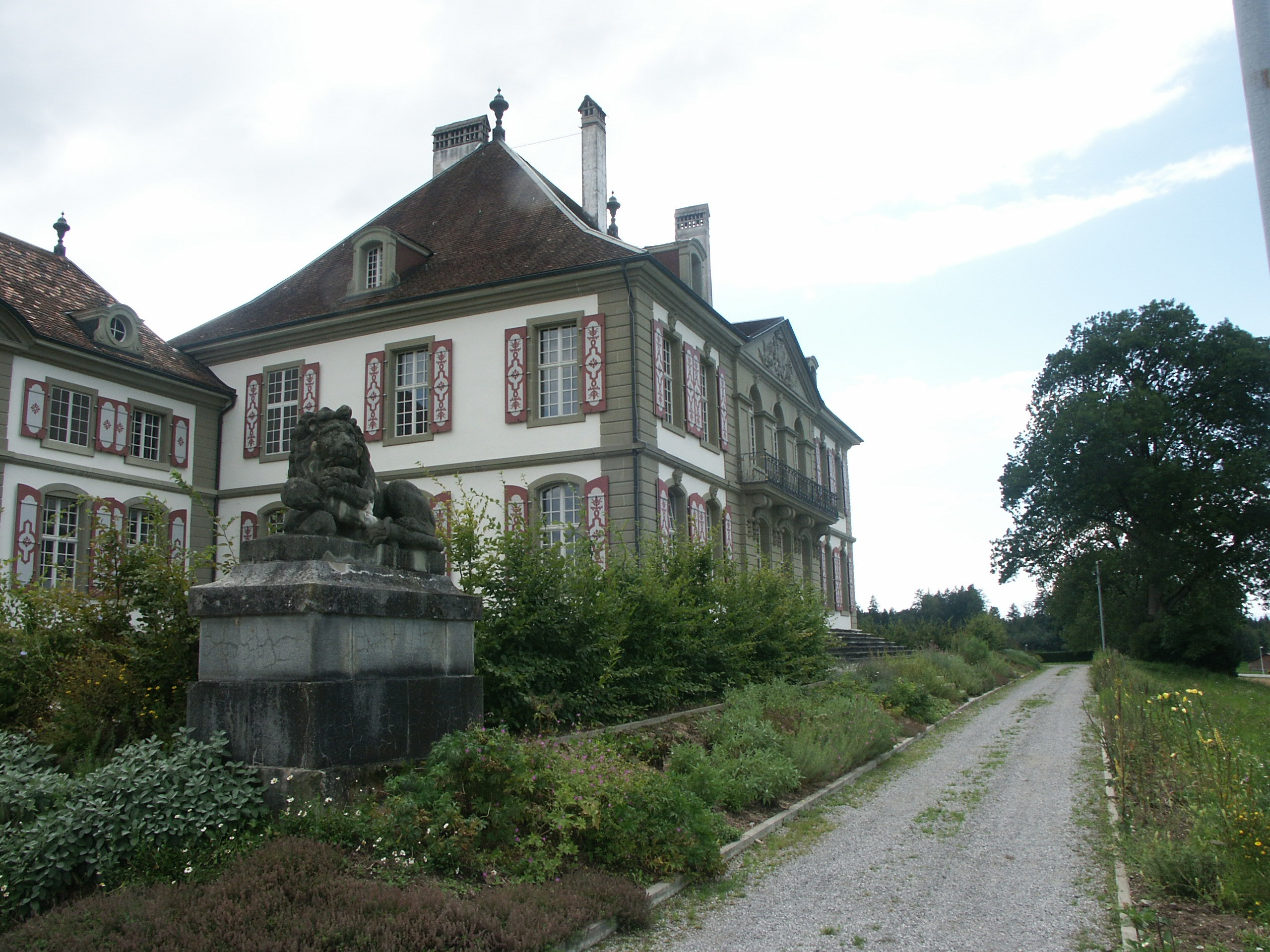
힌델방크성

## 정치
2011년 연방 선거에서 가장 인기 있는 정당은 33.2%의 득표율을 기록한 스위스인민당(SVP) 이었다. 다음으로 가장 인기 있는 3개 정당은 보수민주당(BDP) (19%), 사회민주당(SP) (14.8%), 녹색당 (6.2%)이었다. 연방 선거는 총 760표를 던졌고 투표율은 48.7%였다.

## 경제

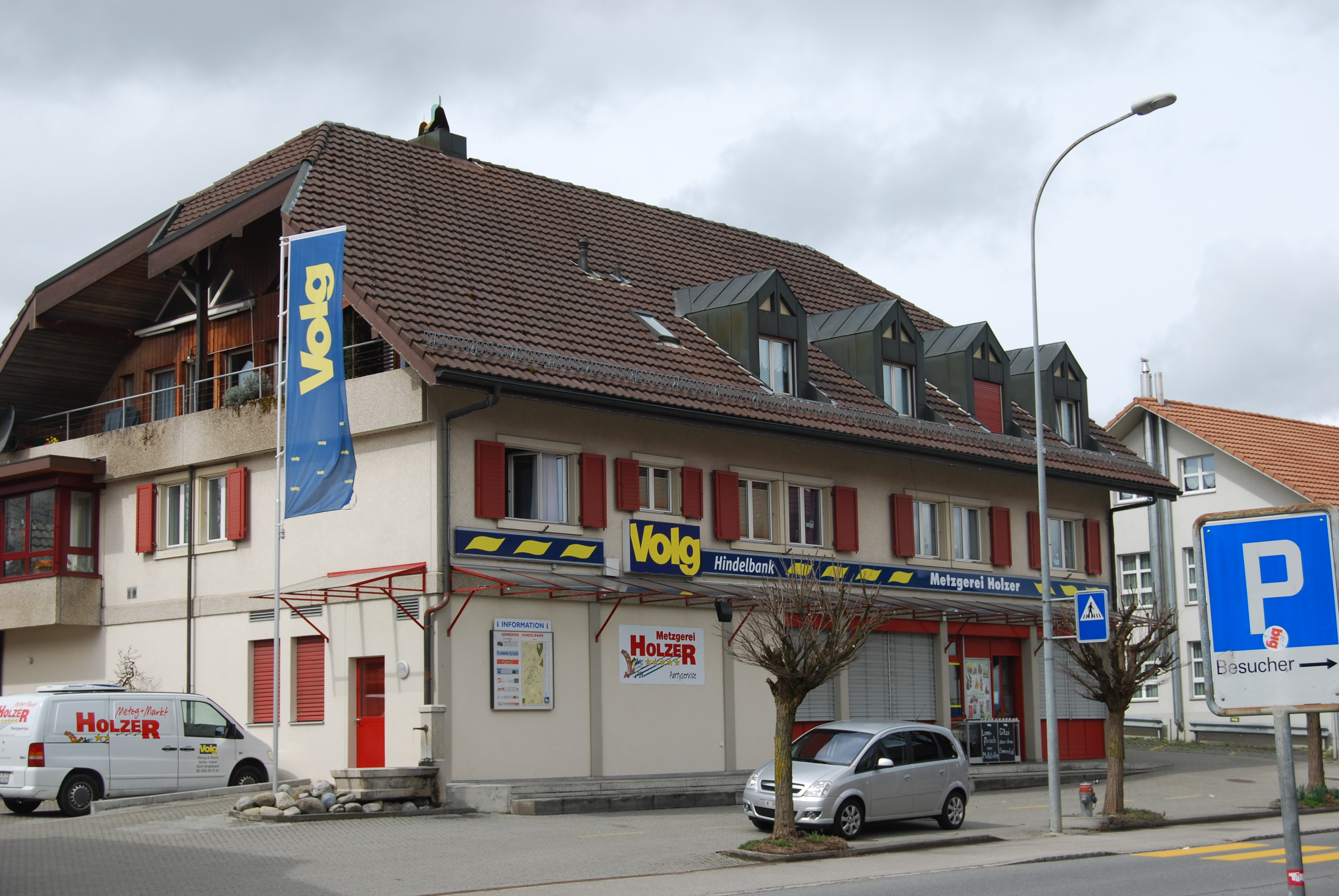
힌델방크의 볼크 슈퍼마켓

2011년 현재 힌델방크의 실업률은 2.18%이다. 2008년 현재, 시정촌에 고용된 총 820명이 있다. 이 중 1차 경제 부문에 57명이 고용되었고, 이 부문에 약 17개 기업이 참여했다. 172명이 2차 부문에 고용되었고, 이 부문에는 24개의 기업이 있었다. 591명이 3차 부문에 고용되었으며, 이 부문에는 81개의 기업이 있다.
2008년에는 총 650개의 정규직에 상응하는 일자리가 있었다. 1차 부문의 일자리 수는 36개였으며, 모두 농업에 종사했다. 2차 부문의 일자리 수는 158개로 그중 44개(27.8%)가 제조업, 49개(31.0%)가 광업, 61개(38.6%)가 건설업이었다. 3차 부문의 일자리 수는 456개였다. 도소매업 143(31.4%), 자동차 수리 13(2.9%), 호텔·레스토랑(19(4.2%), 정보업 5(1.1%)), 5 또는 1.1%는 보험 또는 금융 산업, 43 또는 9.4%는 기술 전문가 또는 과학자, 30 또는 6.6%는 교육, 44 또는 9.6%는 의료 분야였다.
2000년에는 시정촌으로 통근하는 근로자가 444명, 출퇴근한 근로자가 780명이었다. 지자체는 근로자의 순수출 지자체로, 들어오는 1명당 약 1.8명의 근로자가 지자체를 떠나고 있다. 근로 인구 중 20.9%가 대중교통을 이용하여 출퇴근하고, 49.4%가 자가용을 이용하였다.

## 종교

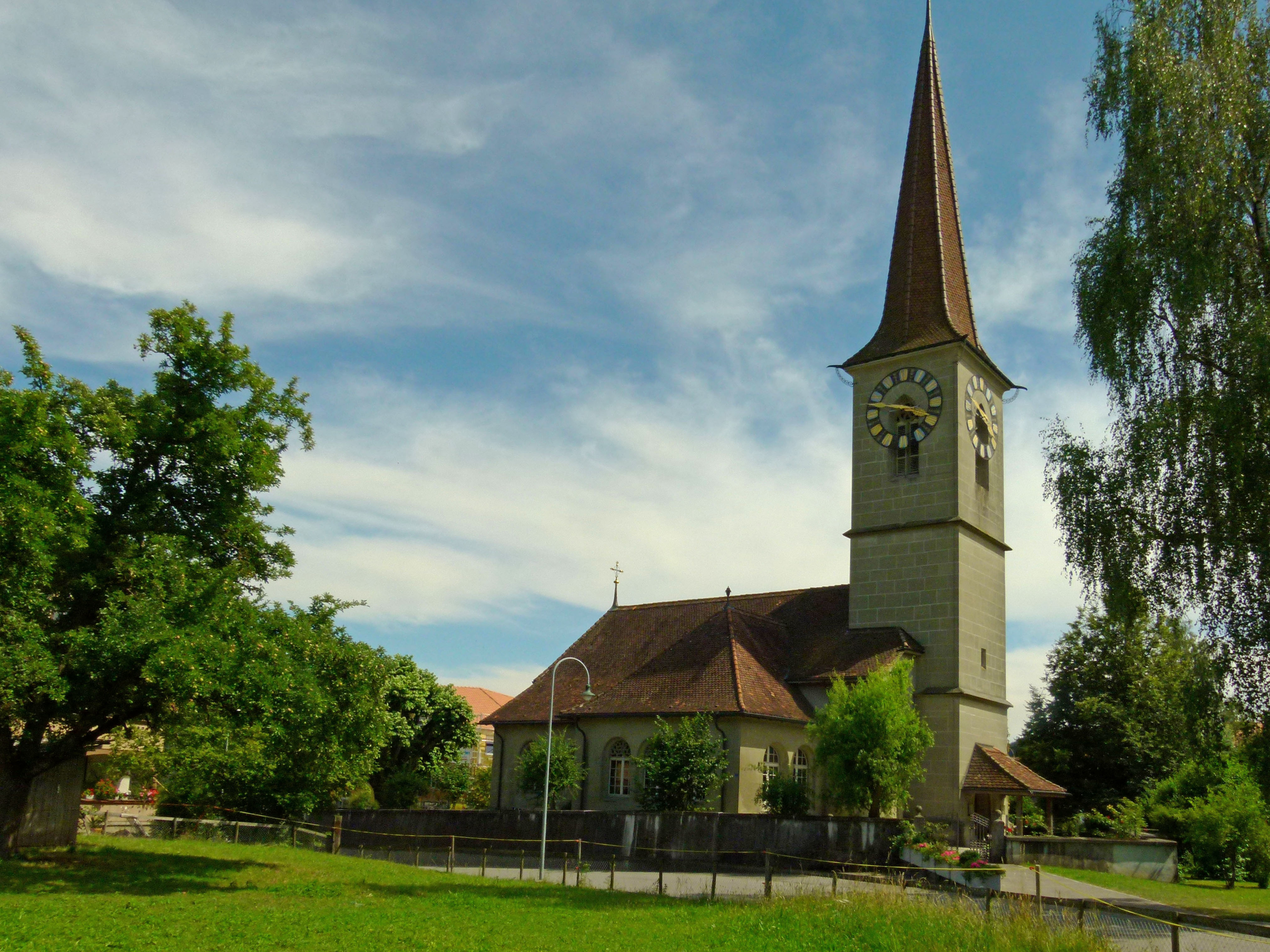
힌델방크 마을 교회

2000년 인구 조사에서 로마 가톨릭 신자는 208명(10.4%)이었고, 스위스 개혁 교회는 1,448명(72.4%) 이었다. 나머지 인구 중 정교회 교인은 17명 (0.85%)이었고 다른 기독교 교인은 180명(9.00%)이었다. 유대인은 6명(0.30%)이었고, 이슬람교는 51명(2.55%), 불교 7명, 힌두교 13명, 다른 교회에 속한 1인이 있었다. 104명(5.20%)은 교회에 속하지 않았으며, 불가지론자 또는 무신론자였으며, 54명(2.70%)은 질문에 대답하지 않았다.

## 교육
힌델방크에서는 인구의 약 864명(43.2%)이 비필수 고등교육을 이수했으며, 250명(12.5%)이 추가 고등교육(대학 또는 응용학문대학)을 마쳤다. 고등교육을 마친 250명 중 73.2%가 스위스 남성, 18.4%가 스위스 여성, 4.0%가 비스위스계 남성, 4.4%가 비스위스계 여성이었다.
베른주 학교 시스템은 1년의 의무 없는 유치원, 6년의 초등학교를 제공한다. 이후 3년 동안의 의무적 중학교 과정을 거쳐 학생들을 능력과 적성에 따라 구분한다. 중학교 이하 학생들은 추가 학교에 다니거나 견습생으로 들어갈 수 있다.
2010-11학년도 동안 힌델방크의 수업에 총 350명의 학생이 참석했다. 시정촌에는 총 37명의 학생이 있는 2개의 유치원 수업이 있었다. 유치원생 중 2.7%는 스위스의 영주권 또는 임시 거주자(시민권 아님)였으며, 5.4%는 교실 언어와 다른 모국어를 사용한다. 지자체에는 6개의 초등 학급과 126명의 학생이 있었다. 초등 학생 중 17.5%는 스위스의 영주권 또는 임시 거주자(시민권 아님)였으며, 13.5%는 교실 언어와 다른 모국어를 사용한다. 같은 해에 총 187명의 학생이 있는 11개의 중등 학급이 있었다. 7.0%는 스위스의 영주권 또는 임시 거주자(시민권 아님)였으며, 7.0%는 교실 언어와 다른 모국어를 사용했다.
2000년 현재, 힌델방크에는 다른 지자체에서 온 111명의 학생이 있었고 54명의 거주자는 지자체 외부 학교에 다녔다.
힌델방크에는 힌델방크 시립 도서관이 있다. 도서관은 (2008년 현재) 5,400권의 책 또는 기타 매체를 보유하고 있으며, 같은 해에 5,095권을 대출했다. 그 해에는 주당 평균 7.5시간씩 총 360일 문을 열었다.

## 교통

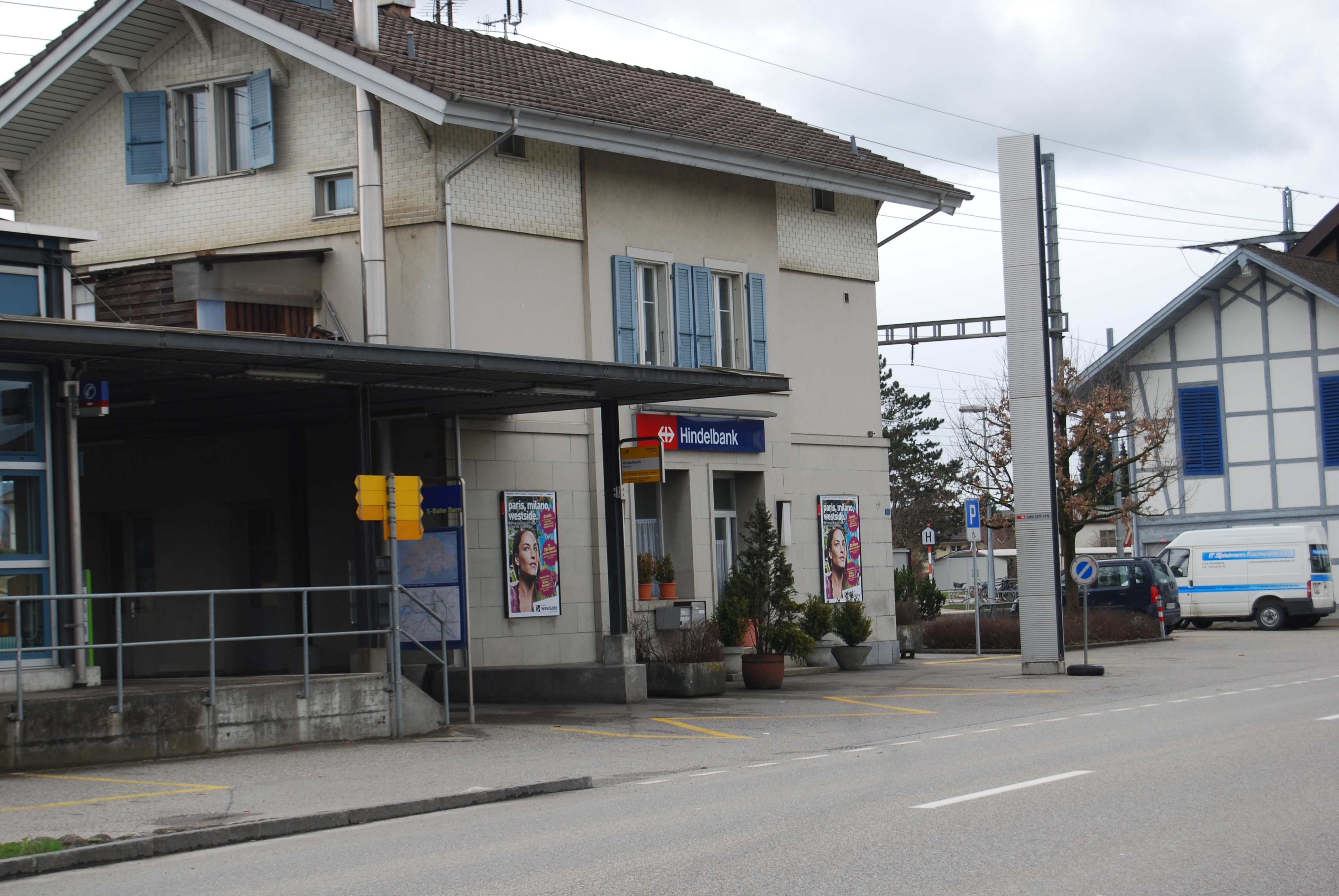
힌델방크역

지자체에는 올텐-베른선에 힌델방크역이 있다. 베른, 툰, 랑나우, 졸로투른, 주미스발트-그뤼넨까지 정기적으로 운행한다.